# Талдисайський сільський округ (Хобдинський район)
Талдиса́йський сільський округ (каз. Талдысай ауылдық округі, рос. Талдысайский сельский округ) — адміністративна одиниця у складі Хобдинського району Актюбінської області Казахстану. Адміністративний центр та єдиний населений пункт — село Талдисай.
Населення — 903 особи (2021; 918 у 2009, 1209 у 1999, 1205 у 1989).
Станом на 1989 рік існувала Талдисайська сільська рада (села Талдисай). 1997 року Талдисайський сільський округ був ліквідований, територія включена до складу Булацького сільського округу. 2017 року Талдисайський сільський округ був відновлений.